# Кенонбол Едерли
Џулијан „Кенонбол“ Едерли (енгл. Julian Edwin "Cannonball" Adderley; Тампа, 15. септембар 1928 — Гери, 8. август 1975) је био амерички џез алт саксофониста. Дебитовао је на њујоршкој џез сцени 1955. године, недуго после смрти Чарлија Паркера, због чега је с њиме у почетку често био поређен.
Радио је као учитељ музике и вођа војног оркестра пре него што се преселио у Њујорк средином 1950. године.